# Деян Томашевич
Деян Томашевич (5 травня 1973) — сербський баскетболіст.
Срібний призер Олімпійських Ігор 1996 року, учасник 2000, 2004 років.
Чемпіон Європи 1995, 1997, 2001 років, бронзовий призер 1999 року.
Чемпіон світу 1998, 2002 років.